# رافائل کالدرا
رافائل کالدرا (انگلیسی: Rafael Caldera; زاده ۲۴ ژانویهٔ ۱۹۱۶ – درگذشته ۲۴ دسامبر ۲۰۰۹) یک سیاست‌مدار، استاد دانشگاه، جامعه‌شناس و وکیل اهل ونزوئلا بود. رافائل کالدرا در ۲۴ دسامبر ۲۰۰۹ در سن ۹۳ سالگی درگذشت.